# 帶紋愛麗魚
帶紋愛麗魚，為輻鰭魚綱鱸形目隆頭魚亞目慈鯛科的其中一種，分布於非洲坦干伊喀湖流域，棲息深度9-30公尺，體長可達8.6公分，棲息在岩石底質水域，成群活動，雄魚具有領域性，生活習性不明。

## 擴展閱讀
維基物種上的相關：帶紋愛麗魚